# سالفيستر بيريرا
سالفيستر بيريرا هو راكب الكنو برتغالي، ولد في 24 أغسطس 1971.

## وصلات خارجية
- سالفيستر بيريرا على موقع أوليمبيديا (الإنجليزية)